# العلاقات الباهاماسية الكمبودية
العلاقات الباهاماسية الكمبودية هي العلاقات الثنائية التي تجمع بين باهاماس وكمبوديا.

## مقارنة بين البلدين
هذه مقارنة عامة ومرجعية للدولتين:
| وجه المقارنة                                              | باهاماس      | كمبوديا                   |
| --------------------------------------------------------- | ------------ | ------------------------- |
| المساحة (كم2)                                             | 13.88 ألف    | 181.03 ألف                |
| عدد السكان (نسمة)                                         | 395.36 ألف   | 16.01 مليون               |
| الكثافة السكانية (ن./كم²)                                 | 28.48        | 88.44                     |
| العاصمة                                                   | ناساو        | بنوم بنه                  |
| اللغة الرسمية                                             | لغة إنجليزية | اللغة الخميرية            |
| العملة                                                    | دولار بهامي  | ريال كمبودي، دولار أمريكي |
| الناتج المحلي الإجمالي (بليون دولار)                      | 12.16 مليار  | 22.16 مليار               |
| الناتج المحلي الإجمالي (تعادل القوة الشرائية) بليون دولار | 8.92 مليار   | 54.37 مليار               |
| الناتج المحلي الإجمالي الاسمي للفرد دولار أمريكي          | 22.82 ألف    | 1.16 ألف                  |
| الناتج المحلي الإجمالي للفرد دولار أمريكي                 |              | 3.26 ألف                  |
| مؤشر التنمية البشرية                                      | 0.790        | 0.555                     |
| رمز المكالمات الدولي                                      | +1242        | +855                      |
| رمز الإنترنت                                              | .bs          | .kh                       |
| المنطقة الزمنية                                           | 00           | ت ع م+07:00               |

## منظمات دولية مشتركة
يشترك البلدان في عضوية مجموعة من المنظمات الدولية، منها:
| علم المنظمة | اسم المنظمة                               | تاريخ انضمام باهاماس | تاريخ انضمام كمبوديا |
| ----------- | ----------------------------------------- | -------------------- | -------------------- |
|             | مؤسسة التنمية الدولية                     | 23 يونيو 2008        | 22 يوليو 1970        |
|             | يونسكو                                    | 23 أبريل 1981        | 3 يوليو 1951         |
|             | وكالة ضمان الاستثمار متعدد الأطراف        | 4 أكتوبر 1994        | 1 ديسمبر 1999        |
|             | الأمم المتحدة                             | 18 سبتمبر 1973       | 14 ديسمبر 1955       |
|             | الفريق المعني برصد الأرض                  | ?                    | ?                    |
|             | الاتحاد البريدي العالمي                   | ?                    | ?                    |
|             | البنك الدولي للإنشاء والتعمير             | 21 أغسطس 1973        | 22 يوليو 1970        |
|             | الاتحاد الدولي للاتصالات                  | 19 أغسطس 1974        | 10 أبريل 1952        |
|             | منظمة حظر الأسلحة الكيميائية              | ?                    | ?                    |
|             | مؤسسة التمويل الدولية                     | 8 ديسمبر 1986        | 26 مارس 1997         |
|             | المركز الدولي لتسوية المنازعات الاستشارية | 18 نوفمبر 1995       | 19 يناير 2005        |
|             | منظمة الشرطة الجنائية الدولية             | ?                    | ?                    |

## وصلات خارجية
- موقع وزارة الخارجية الكمبودية